# Hannibal Alphons Emanuel von Porcia
Hannibal Alphons Emanuel, książę von Porcia (1679-1737) był austriackim arystokratą, politykiem i dyplomatą.
Był początkowo radca dworu (Hofrat) i paziem (Kammerherr).  Był potem rycerzem Zakonu Św. Huberta (St. Huberti-Ordens Ritter). Następnie wysoki urzędnik dworski (Obersterblandhofmstr).
W roku 1699 jego żoną została hrabina Dorothea Constantia von Daun (1663-1738).
Brał udział w szeregu cesarskich misji dyplomatycznych.